# Сайпръс Хил
Cypress Hill е една от най-известните рап групи. Създадена е през 1986 г. и е продала над 17 милиона копия по света. Нейни членове са B Real (Louis Freese или Freeze), Sen Dog (Senen Reyes), DJ Muggs (Lawrence Muggerud), а след 1994 г. се включва перкусионистът Eric Bobo.

## История

### Ранният период
Cypress Hill e рап група от Саут Гейт, Калифорния. Тримата членове, заедно с брата на Sen Dog – Mellow Man Ace, създават формация, наречена DVX. Когато Mellow Man Ace напуска през 1988 г., те решават да се нарекат Cypress Hill, по името на улица в техния квартал. По това време те свирят главно пред латиноамериканска публика в Лос Анджелис и записват ранните версии на песни като Phuncky Feel One и Trigga Happy Nigga. През 1991 г. подписват с филаделфийския Ruffhouse Label, а разпространител става Columbia Records.
Първият им албум, носещ името на групата, излиза през ноември 1991 г. а първият сингъл – Phuncky Feel One, от Б – страната на How I Could Just Kill a Man (ориг. Trigga Happy Nigga), се върти често в ефира на местното колежанско радио. След успеха на този сингъл и на I Wanna Get High, Latin Lingo и Tres Equis, от албума се продават два милиона копия. По това време DJ Muggs продуцира първия албум на House of Pain, работи с Beastie Boys и Funkdoobiest. Първото голямо участие на Cypress Hill на живо е на фестивала Lollapalooza през 1992 г., който е фестивал за алтернативна музика.

### 1993 – 1997
Black Sunday е вторият им албум, дебютирал на първо място в Billboard 200 през 1993 г. С хита си Insane in the Brain(Loco en el Coco), в Америка албумът се превръща в двойно платинен с 3,25 млн. продадени копия.
В текстовете си Cypress Hill призовават към легализация на марихуаната. Момчетата са свалени от Saturday Night Live, след като по време на изпълнение на „I Ain’t Goin’ Out Like That“, Muggs пали джойнт, а останалите трошат инструментите си. По това време групата подгрява турнето Soul Assassins, House of Pain и Funkdoobiest, а след това правят турне с Rage Against The Machine и Seven Year Bitch. През 1993 г. Cypress Hill записват две песни за саундтрака на филма Judgement Night.
Cypress Hill участват на Woodstock Festival и представят новия си член Eric Bobo (преди това перкусионист в Beastie Boys). На музикалните награди на Rolling Stone критиците и слушателите единодушно ги обявяват за най-добра рап група. Cypress Hill свирят две последователни години на Lollapalooza и са една от групите с най-много изяви на живо през 1995 г. Появяват се и в епизод на The Simpsons.
Третият албум на Cypress Hill III: Temples of Boom се появява през 1995 г. От него са продадени 1,5 милиона копия и достига до трето място в Billboard 200, въпреки че не излъчва хит-сингъл.
Cypress Hill участват на първия Smokin' Grooves фестивал, заедно с Ziggy Marley, The Fugees, Busta Rhymes и A Tribe Called Quest. Групата издава колекцията Unreleased and Revamped, съдържаща девет записа, включително и редки ремикси.
Музикантите се съсредоточават върху соловите си кариери. Muggs издава Muggs Presents... the Soul Assassins, в който участват членове на Wu Tang Clan, Dr. Dre, KRS-One, Wyclef Jean and Mobb Deep. B-Real участва с Busta Rhymes, Coolio, LL Cool J и Method Man в хита Hit Em High от мултиплатинения саундтрак на Space Jam Soundtrack. Също така участва в албума на Dr. Dre – Aftermath, заедно с Nas и KRS-One в парчето East Coast Killer, West Coast Killer. B-Real издава албум с групата The Psycho Realm, заедно с латинорапърите „Duke and Jacken“. Все пак групата свири на Smokin' Grooves George Clinton и Erykah Badu.
Cypress Hill издават албума IV, който става „златен през 1998 г., особен принос за това има хит-сингъла Tequila Sunrise, както и поредния призив за легализация на марихуаната – Dr. Greenthumb.

### 1999 – 2001
Групата издава сборния Los grandes éxitos en español, съдържащ най-големите им хитове в испански вариант.
Cypress Hill смесват стиловете в албума Skull & Bones от 2000 г. В Skull са включени рап-парчетата, а Bones има рок-звучене. Албумът достига пето място в Billboard 200 и трето в Канада. Първият сингъл (Rock) Superstar е предназначен за рок–радиото, а Rap Superstar за местните радиостанции. През 2000 г. музикантите издават и Live at the Fillmore – записи от шоуто им в клуб Филмор.
Cypress Hill продължават да експериментират с рок-звученето и през 2001 г. в албума The Stoned Raiders. Продажбите обаче са разочароващи – той не достига дори до Топ 50 в американските класации за албуми.

### 2004
Групата издава албума Till Death Do Us Part на 23 март 2004 г. Тук музикантите експериментират с реге ритмите, особено във водещия сингъл What's Your Number. В записа участват Tim Armstrong от Rancid и Rob Ashton от The Transplants. В основата на парчето е песента на The Clash – Guns of Brixton от албума London Calling. В албума участват и Damian Marley(синът на Bob Marley), Prodigy, Twin от Mobb Deep и продуцента The Alchemist.

### 2005
Групата издава Greatest Hits албум, в който са подбрани най-известните песни на групата.

## Дискография
- 1991 – Cypress Hill
- 1993 – Black Sunday
- 1995 – Cypress Hill III: Temples of Boom
- 1996 – Unreleased and Revamped
- 1998 – IV
- 1999 – Los grandes éxitos en español
- 2000 – Skull & Bones
- 2000 – Live At The Fillmore
- 2001 – Stoned Raiders
- 2004 – Till Death Do Us Part
- 2005 – Greatest Hits From the Bong
- 2010 – Rise Up
- 2012 – Cypress X Rusko
- 2018 – Elephants on Acid
- 2022 – Back In Black